# Осьминожка и Искры из глаз (сборник рассказов)
Осьминожка и Искры из глаз (англ. Octopussy and The Living Daylights) — второй сборник рассказов Яна Флеминга о Джеймсе Бонде и его последняя книга. Своего рода литературный памятник Флемингу, изданный после смерти писателя. Сборник рассказов, ранее опубликованных в различных периодических изданиях (в журнале «Плейбой», газете «Лондон Санди Таймс» и в каталоге аукциона «Сотбиз»). Первое издание, вышедшее в 1966 году, содержало только два рассказа: «Осьминожка» (Octopussy) и «Искры из глаз» (The Living Daylights), поэтому в Англии этот сборник часто называется «Octopussy & The Living Daylights». В 1967 году в книгу был добавлен рассказ «Собственность леди» (The Property of a Lady). А в 2002 году сборник пополнился рассказом «Агент 007 в Нью-Йорке» (007 in New York), опубликованным ранее в американском варианте книги Флеминга «Потрясающие города» (Thrilling Cities)…
Сборник состоит из четырёх рассказов:
- Осьминожка (Октопьюсси) — 1966
- Искры из глаз (Свет жизни / Через снайперский прицел / Грязная работа) — 1963
- Собственность леди (Собственность дамы / Достояние леди / Цена изумрудного шара) — 1964
- Агент 007 в Нью-Йорке (007 в Нью-Йорке) — 1965

## Осьминожка (рассказ)
«Осьминожка» (англ. Octopussy) — девятый и последний рассказ о Джеймсе Бонде. На северном побережье Ямайки живёт одинокий майор в отставке Декстер Смайт. Он тихо доживает свои уже не долгие после двух инфарктов годы и почти забыл о своей службе в Бюро специальных операций. Ему придется вспомнить. И ключевую роль в этом сыграет 007.

### Одноимённая экранизация рассказа (1983)
Фильм Осьминожка был тринадцатым и предпоследним с Роджером Муром в роли Агента 007.

### Персонажи
- Джеймс Бонд / Агент 007 — главный герой
- Майор Декстер Смит — главный злодей

### Связь с кино
Создатели фильма «Осьминожка», снятого в 1983 году, сделали главную героиню дочерью майора. Описанные в рассказе события мимоходом упоминаются в фильме, и Осьминожка благодарит Бонда за предоставленную отцу возможность избежать позора.

## Искры из глаз (рассказ)
«Искры из глаз» (англ. The Living Daylights) — шестой рассказ о Джеймсе Бонде. Секретная Служба ожидает из-за железного занавеса своего агента 272 с важными сведениями о советской ядерной программе. Известно, что границу тот будет переходить в Берлине. Англичанам известно, что об этом также знают в КГБ, и русские собираются ликвидировать 272-го с помощью своего снайпера по кличке «Курок». На пути убийцы должен стать 007…

### Одноимённая экранизация рассказа (1986)
Название пятнадцатого фильма стало Искры из глаз, в котором основа сюжета является одноимённый рассказ. Этот фильм был первым из двух с Тимоти Далтоном в роли Агента 007.

### Персонажи
- Джеймс Бонд / Агент 007 — главный герой
- Курок — главный злодей
- 272 — союзник Бонда

### Связь с кино
В фильме «Искры из глаз» (1987) события рассказа служат завязкой основного сюжета, связанного с контрабандой и торговлей оружием. Перебежчик из КГБ (в фильме — генерал Георгий Косков) и девушка-виолончелистка (Кара Милови) стали основными персонажами фильма.

## Собственность леди (рассказ)
«Собственность леди» (англ. The Property of a Lady) — седьмой рассказ о Джеймсе Бонде. На этот раз 007 предстоит разоблачить махинацию русских спецслужб на аукционе Сотби и выявить резидента КГБ в Лондоне.

### Фильмы, снятые по рассказу (1983)
Этот рассказ стал началом фильма Осьминожка с Роджером Муром в главной роли.

### Персонажи
- Джеймс Бонд / Агент 007 — главный герой
- Марии Фройденштайн — сотрудница Бонда
- Резидент КГБ — главный злодей
- Китти Строкер — союзник Бонда
- М — начальник Бонда
- Мисс Манипенни — сотрудник МИ-6, секретарь М

### Связь с кино
В фильме «Осьминожка» есть сцена, в которой Бонд в сопровождении эксперта посещает аукцион «Сотбиз», где выставлено на продажу яйцо Фаберже, лот под названием «Собственность леди».

## Агент 007 в Нью-Йорке (рассказ)
«Агент 007 в Нью-Йорке» (англ. 007 in New York) — восьмой рассказ о Джеймсе Бонде. Задача Бонда — предупредить сотрудницу МИ-6 по имени Соланж, что её любовник — агент КГБ.

### Персонажи
- Джеймс Бонд / Агент 007 — главный герой
- Соланж — девушка Бонда
- Агент КГБ — любовник Соланж, главный злодей
- Служащий из МИ-6

### Связь с кино
В фильме «Казино „Рояль“» (2006) фигурирует девушка с таким же именем.

## См. фильмы
- «Осьминожка» — 1983 — Бонда играет Роджер Мур
- «Искры из глаз» — 1986 — Бонда играет Тимоти Далтон
- Казино Рояль — 2006 — Бонда играет Дэниел Крэйг
- 007: Координаты «Скайфолл» — 2012 — Бонда играет Дэниел Крэйг